# Etienne Anciaux
Etienne Anciaux (Leuven, 20 september 1923 - 5 oktober 1989) was een Belgisch senator.

## Levensloop
Anciaux werd beroepshalve dokter.
Hij was politiek actief voor de PVV en werd voor deze partij gemeenteraadslid en schepen van Leuven.
Tevens zetelde hij van 1985 tot 1987 in de Belgische Senaat als provinciaal senator voor de provincie Brabant.

## Bron
- Laureys, V., Van den Wijngaert, M., De geschiedenis van de Belgische Senaat 1831-1995, Lannoo, 1999.